# Герб Косівського району
Герб Ко́сівського райо́ну — офіційний символ Косівського району Івано-Франківської області. Затверджений 5 вересня 2002 року.

## Опис
Гербовий щит має традиційну для української геральдики форму чотирикутника з півколом в основі, він розсічений і пересічений на три поля — зелене, срібне, червоне. 
На верхньому лівому полі зображена стилізована срібна смерека на фоні зелених гір і синього неба (синій колір у геральдиці є символом миру). Ця частина герба пояснює географічне місце розташування Косівщини.
На верхньому правому полі на фоні гір зображені срібні топірець та келих на фоні гір і синього неба. Срібна барва може символізувати сіль, з нею також пов’язана історія краю. 
У нижньому червоному полі герба розташовано елемент, який використовували в ткацтві, символ народних ремесел, що розвиваються на території Косівщини.
Поєднання трьох кольорів передає єдність гуцульського племені Зеленої Буковини, Срібної Землі й Червоної Русі. Він відтворює краєвид і буття Гуцульщини: зелену верховину, срібні гуцульські ріки (галицький Прут, буковинський Черемош і закарпатську Тису).
Автор герба та прапора Косівського району  Андрейканіч А. І.

## Історія

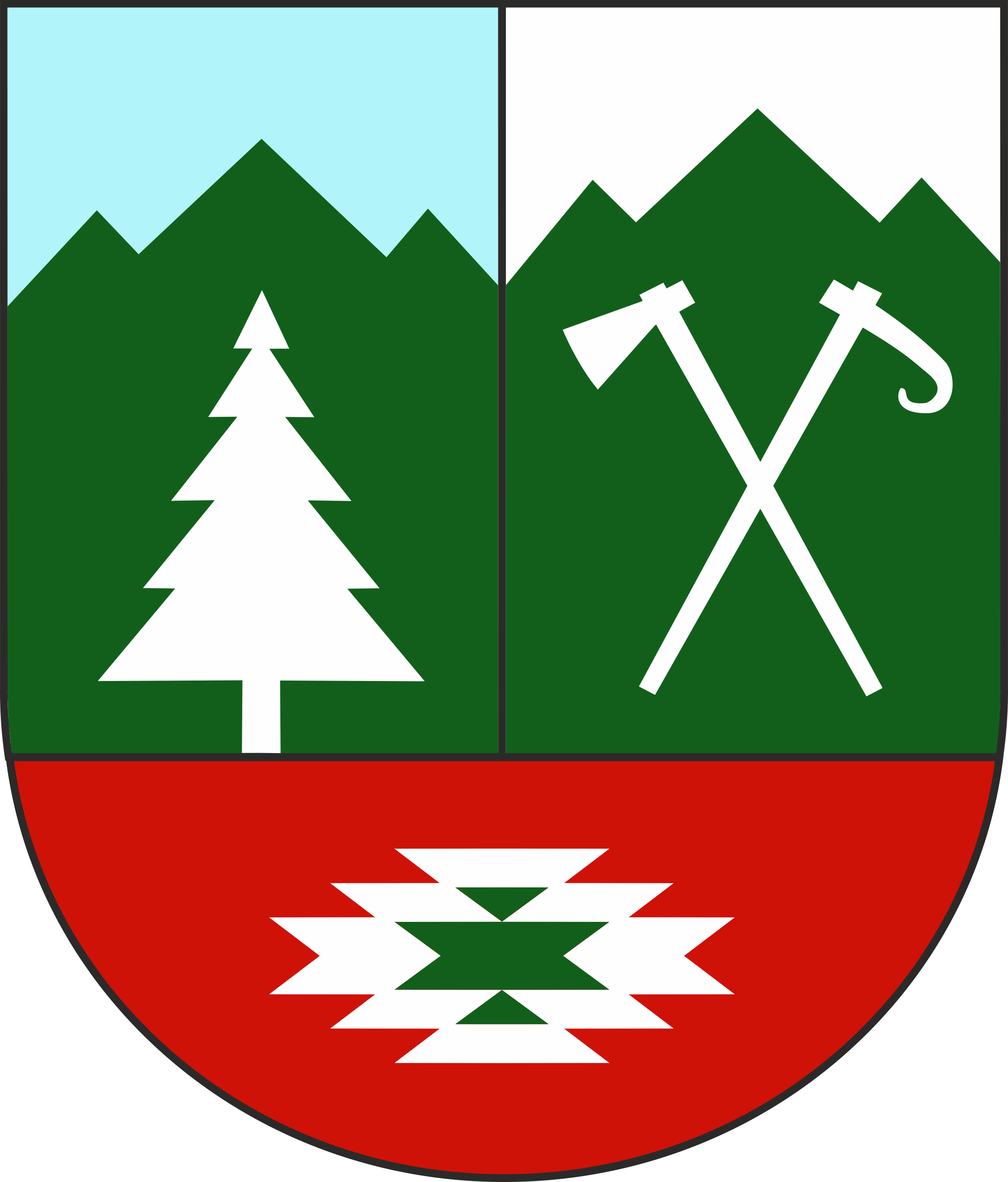
Герб 2002-2019 рр.

У 2002-2011 рр. у регіона був інший варіант герба, який було затверджено 5 вересня 2002 р. рішенням № 56-3/2002 сесії районної ради.
Щит понижено перетятий і розтятий лазуровим, срібним і червоним. У першій частині зелені гори, обтяжені срібною ялиною. У другій частині зелені гори, обтяжені срібними сокирою і калаталом, покладеними в косий хрест. У третій частині гуцульський орнамент, срібний і зелений.